# Ильинское (Галичский район)
Ильинское — деревня в составе Дмитриевского сельского поселения Галичского района Костромской области России.

## География
Деревня расположена на берегу речки Пунда.

## История
Согласно Спискам населённых мест Российской империи в 1872 году деревня относилась к 1 стану Галичского уезда Костромской губернии. В ней числилось 10 дворов, проживало 30 мужчины и 37 женщин.
Согласно переписи населения 1897 года в деревне проживало 118 человек (62 мужчины и 56 женщин).
Согласно Списку населённых мест Костромской губернии в 1907 году деревня относилось к Яхнобольской волости Галичского уезда Костромской губернии. По сведениям волостного правления за 1907 год в ней числилось 23 крестьянский двор и 136 жителей. Основными занятиями жителей деревни были малярный и плотницкий промыслы.
До муниципальной реформы 2010 года деревня входила в состав Кабановского сельского поселения.